# Chorthippus nevadensis
Chorthippus nevadensis is een rechtvleugelig insect uit de familie veldsprinkhanen (Acrididae). De wetenschappelijke naam van deze soort is voor het eerst geldig gepubliceerd in 1976 door Pascual.
1. ↑  (en) Chorthippus nevadensis op de IUCN Red List of Threatened Species.